# Gordon (Adelsgeschlecht)

Wappen derer von Gordon

Von Gordon ist der Name eines preußischen Adelsgeschlechts schottischer Herkunft. 
Die preußischen von Gordon sind ein Zweig des Clan Gordon, eines alten schottischen Adelsgeschlechts (Clan) mit ehemaligem Stammhaus in Gordon bei Greenlaw in Berwickshire, das seit dem Ende des 12. Jahrhunderts urkundlich nachweisbar ist und dessen direkte Stammreihe mit Sir Adam Gordon beginnt, urkundlich erwähnt im Jahr 1305, Gutsherr auf Strathbogie und Justiziar der Grafschaft Lothian. 

## Geschichte
Ein Mitglied einer Nebenlinie des Clans Gordon, den Gordons of Coldwell, namens John Gordon wanderte im Jahr 1716 nach Polen aus. Dessen Sohn Joseph von Gordon, später königlich preußischer Oberstleutnant, erhielt am 20. Oktober 1760 in Stargard die preußische Bestätigung seiner Abstammung vom schottischen Adelsgeschlecht.

## Besitz
Über mehrere Generationen gehörte der Familie das Gut Laskowitz samt Nebenbesitz und Brennerei im westpreußischen Kreis Schwetz. Hinzu kam später das 1305 ha Gut Teschendorf in Pommern, Kreis Dramburg.

## Wappen
In Blau drei (oben zwei, unten eins) goldene Eberköpfe (Stammwappen des Clan Gordon). 
Auf dem Helm mit blau-goldenen Decken ein von zwei wachsenden natürlichen Armen gehaltener, nach oben gerichteter gespannter goldener Bogen mit goldenem Pfeil.

## Namensträger
- Franz Adolf von Gordon (1865–1942), preußischer Politiker
- Franz August von Gordon (1837–1896), preußischer Gutsbesitzer und Politiker
- Helmuth von Gordon (1811–1889), preußischer General der Infanterie